# Bambusa macrolemma
Bambusa macrolemma är en gräsart som beskrevs av Richard Eric Holttum. Bambusa macrolemma ingår i släktet Bambusa och familjen gräs. Inga underarter finns listade i Catalogue of Life.